# Tosylazid
Tosylazid ist ein Azid, dass als Reagens in der organischen Synthese verwendet wird.

## Herstellung
Tosylazid kann durch Umsetzung  von para-Toluolsulfonsäurechlorid mit Natriumazid in wässrigem Aceton oder Ethanol erhalten werden.

## Eigenschaften
Die Verbindung ist thermisch instabil und kann sich stark exotherm zersetzen. Eine DSC-Messung zeigt ab 156 °C eine Zersetzungsreaktion mit einer spezifischen Reaktionsenthalpie von −1583 J·g−1 bzw. −312 kJ·mol−1.

## Verwendung
Tosylazid wird zum Einführen von Azid- und Diazogruppen genutzt. Weiterhin findet es als Nitrenquelle und als Substrat für [3+2]-Cycloadditionen Verwendung.

## Sicherheit
Tosylazid ist eine der stabileren Azidverbindungen, wird aber trotzdem als potentiell explosiv eingestuft, insbesondere bei Temperaturen ab 120 °C, und sollte somit mit Vorsicht gehandhabt und gelagert werden. Beim Destillieren von Tosylazid kann es zu schweren Explosionen kommen. Die Sicherheit von Reaktionen mit Tosylazid kann durch die in-situ Erzeugung des Reagenzes in einem continous-flow System oder durch den Einsatz von polymergebundenem Tosylazid verbessert werden.